# 星田英利
星田 英利（ほしだ ひでとし、1971年8月6日 - ）は、日本の俳優。元お笑いタレント、ピン芸人。旧芸名は「ほっしゃん。」。大阪府泉南郡阪南町（現在の阪南市）出身。吉本興業東京本社所属。R-1ぐらんぷり2005優勝者。

## 経歴
私立上宮高等学校卒業。1990年にNSC大阪校に入学。1991年に同期の宮川大輔と『チュパチャップス』を結成し、吉本興業若手9組によるグループ『吉本印天然素材』に参加。1999年に吉本天然劇場の解散に伴い「チュパチャップス」を解散。芸名を「ほっしゃん。」と改名し、ピン芸人として活動を開始。
2005年、『第3回R-1ぐらんぷり』で優勝。以後は軸足を俳優業に移し、現在は吉本興業の俳優部に籍を置いている。
星田の旧芸名は、矢部浩之（ナインティナイン）から「呼び名のほっしゃんを芸名に」と提案され、つんく♂から「最後にマル付けたら良い」と助言されて決定した。
2014年に、芸名を本名に戻している。
2007年11月に5歳年下で元管理栄養士の女性と結婚し、2009年6月には第1子となる長男が誕生。妻とは2012年9月に一度離婚しているが、離婚後も良好な関係を継続していた。その後、2015年3月14日に放送された『人志松本のすべらない話スペシャル』（フジテレビ）内で、2014年11月に妻と再婚したことを報告した。2016年12月18日には、第2子となる長女が誕生した。

## 受賞歴
- 2005年 R-1ぐらんぷり優勝
- 2006年 よしもとブサイクランキング 第5位
- 2007年 よしもとブサイクランキング 第9位

## 出演

### テレビ番組
- 水野キングダム（TOKYO MX）[8]
- チョイス@病気になったとき（NHK Eテレ）[9]
- 買いテキ!通販ツウ（TBSテレビ）[10]
- よ〜いドン!（関西テレビ）火曜日パネラー[11]

### ラジオ
- ヤマハミュージックスター（2007年4月7日 - 2008年9月27日 ニッポン放送）[12]

### 舞台
- 新・夏の魔球（2006年）[13]
- ゴールデンアワー（2010年2月5日 - 14日、三鷹市芸術文化センター）
- GS近松商店（2015年9月27日 - 10月14日、大阪 新歌舞伎座）[14]
- AZUMI 戦国編（2016年11月11日 - 27日、Zeppブルーシアター六本木） - 飛猿 役[15]
- a Novel 文書く show（2019年5月29日 - 6月9日、俳優座劇場 他）[16]
  - a Novel 文書く show 再演（2024年7月12日 - 21日、俳優座劇場）[17]
- 音楽劇「Zip&Candy」（2019年7月4日 - 14日、俳優座劇場）[18]
- SIZUKO!QUEEN OF BOOGIE〜ハイヒールとつけまつげ〜（2019年11月23日 - 12月1日、COOL JAPAN PARK OSAKA TTホール）[19]
- 物語なき、この世界（2021年7月11日 - 8月3日、Bunkamura シアターコクーン）[20]
- 氷川きよし特別公演（2022年6月3日 - 9月15日、明治座）[21]
- 舞台『日本昔ばなし』貧乏神と福の神〜つるの恩返し〜（2022年11月17日 - 27日、東京芸術劇場 シアターウエスト） - 貧乏神 役[22]
- ロミオとジュリエット（2023年9月13日 - 10月29日、有楽町よみうりホール 他） - 乳母 役[23]
- とんかつロック（2024年4月19日 - 6月2日、大阪松竹座 他） - 国正藤吉 役[24]
- wonder×works『The Work』（2025年7月18日 - 27日、シアター風姿花伝） ※全公演中止[25]
- 音楽劇『三文オペラ 歌舞伎町の絞首台』（2025年12月17日 - 21日〈予定〉、新宿FACE） - フィルチ 役[26]

### テレビドラマ
- チェケラッチョ!! in TOKYO （2006年4月12日 - 6月15日、フジテレビ）
- バンビ〜ノ!（2007年4月 - 6月、日本テレビ） - 織田利夫 役
- 乙女のパンチ（2008年6月19日、NHK総合ドラマ8） - 男（ひかるの元恋人） 役
- ホームレス中学生（2008年7月12日、フジテレビ） - たこ焼き屋の男 役
- ケータイ捜査官7 第27話（2008年11月5日、テレビ東京）
- RESET 第3話（2009年1月15日、日本テレビ） - 細山武志 役[27]
- 14歳〜千原ジュニアたった1人の闘い〜（2009年3月12日、テレビ東京）
- おかんの逆襲 （NHK） - 八木 役
- その街の今は（2010年11月21日、関西テレビ）[28]
- 示談交渉人 ゴタ消し 第2話（2011年1月13日、読売テレビ） - 桜井貴明 役[29]
- 連続テレビ小説（NHK）
  - カーネーション（2012年1月 - ） - 北村達雄 役[30]
  - まれ（2015年3月 - 9月） - 蒔絵師・葛西
  - おちょやん（2020年11月30日 - ） - 須賀廼家千之助 役[31]
- 恋愛検定（2012年6月、NHK BSプレミアム） - 恋愛の神様 役[32]
- 笑福亭仁鶴50周年記念ドラマ 「だんらん」（2013年1月4日、関西テレビ）[33]
- 黒い十人の黒木瞳III「黒い主演女優」（2013年6月30日、NHK BSプレミアム）[34]
- Dr.DMAT（2014年1月 - 3月、TBSテレビ） - 村上和司 役[35]
- 事件屋稼業2（2014年 フジテレビ）[36]
- 碧の海〜LONG SUMMER〜（2014年8月、東海テレビ） - 安岡弁護士 役[37]
- 女タクシードライバーの事件日誌7（2014年9月1日、TBSテレビ 月曜ゴールデン） - 北山周一 役[38]
- 五つ星ツーリスト〜最高の旅、ご案内します!!〜（2015年1月 - 3月、読売テレビ） - 宮田正 役[39]
- 大河ドラマ（NHK）
  - 花燃ゆ 第13回（2015年3月29日） - 小野為八 役
  - おんな城主直虎 第11回（2017年3月19日） - 刀傷の男 役
- ナポレオンの村（2015年7月 - 9月、TBS） - 源治郎 役[40]
- 沈まぬ太陽（2016年、WOWOW）[41]
- 天下御免トラック野郎 銀ちゃんの事件街道!（2016年9月26日、TBSテレビ 月曜名作劇場） - 田所哲夫 役[42]
- 名奉行!遠山の金四郎（2017年9月25日、TBSテレビ） - 三河屋 役[43]
- ドクターY〜外科医・加地秀樹〜（2017年、テレビ朝日） - 水木茂治 役[44]
- スペシャルドラマ必殺仕事人（2018年1月7日、テレビ朝日） - 喜平 役[45]
- そろばん侍 風の市兵衛 第2話 - 第3話（2018年5月26日 - 6月2日、NHK総合 土曜時代ドラマ→ 特選!時代劇） - 長治 役[46]
- 宮本から君へ（2018年4月 - 6月、テレビ東京） - 小田三紀彦 役[47]
- 天 天和通りの快男児（2018年10月 - 12月、テレビ東京） - 五十嵐健 役
  - 天 赤木しげる葬式編 アカギと7人の男たち（2019年12月29日）
- チア☆ダン 第3話・第5話（2018年7月27日・8月10日、TBSテレビ） - 榎木洋 役[48]
- 砂の器（2019年3月28日、フジテレビ） - 山岡友也 役
- スパイラル〜町工場の奇跡〜（2019年4月 - 6月、テレビ東京） - 田端英二 役
- ブラック校則（2019年10月 - 11月、日本テレビ） - 手代木豊役[49]
- 七人の秘書 第2話（2020年10月29日、テレビ朝日） - 坂本充 役
- 恋なんて、本気でやってどうするの?（2022年5月2日、関西テレビ・フジテレビ系） - 島孝史 役
- 正直不動産 最終話（2022年6月7日、NHK総合 ドラマ10） - 平尾晴哉 役
- 晩酌の流儀 第5話（2022年7月30日、テレビ東京） - 鈴木 役
- あきない世傳 金と銀（NHK BS・NHK BSプレミアム4K） - 亀三 役
  - あきない世傳 金と銀（2023年12月8日 - 2024年2月2日）
  - あきない世傳 金と銀2（2025年4月6日 - 5月25日）[50][51]
- 錦糸町パラダイス〜渋谷から一本〜（2024年7月13日 - 9月28日、テレビ東京） - まっさん 役[52]
- 家政夫のミタゾノ 第7シーズン 第7話（2025年2月25日、テレビ朝日） - 二宮輝幸 役[53]
- 特捜9 final season 第4話（2025年4月30日、テレビ朝日） - 駐在員・鶴見 役[54]
- 夜ドラ あおぞらビール（2025年6月16日 - 、NHK総合） - 山根 役

### 配信ドラマ
- TUNAガール（2019年3月28日、ひかりTV・大阪チャンネル） - 樋口教授 役[55]
- トラックガール（2023年7月19日、FOD） - 玖珠博臣 役[56]

### 映画
- UDON（2006年、東宝）
- 喰いしん坊! 大食い開眼編（メディアワークス 2007年10月25日）[57]
  - 喰いしん坊!3 大喰い敵対篇（2008年8月25日）[58]
  - 喰いしん坊!4 大喰い激闘篇（2008年12月25日）[59]
- 走り屋ZERO 2（2009年）[60]
- ぼくとママの黄色い自転車（2009年8月22日、ティ・ジョイ） - 警官 役[61]
- アブラクサスの祭（2010年）[62]
- 幸運の壺（2012年2月25日） - 主演[63]
- 初夜と蓮根（2012年）[64]
- 五つ星ツーリスト THE MOVIE 〜究極の京都旅、ご案内します!!〜（2015年）[65]
- 案山子とラケット（2015年） - 青木真人 役[66]
- 文福茶釜（2018年） - 藤原利雄 役
- 宮本から君へ（2019年） - 小田三紀彦 役
- WALKING MAN（2019年） - 柳下勝弘 役
- ブラック校則（2019年11月1日） - 手代木豊 役[49]
- 見えない目撃者 (2019年9月20日)
- 酔うと化け物になる父がつらい（2020年3月6日） - 中谷 役
- Gメン（2023年8月25日） - 渡辺 役[67]
- Short Trial Project 2023『モンブラン』（2023年10月6日） - 主演（松井玲奈とダブル主演） [68]
- 身代わり忠臣蔵（2024年2月9日） - 原惣右衛門 役[69]
- TSUSHIMA（2025年9月5日公開予定） - 土志田教授 役[70]
- 富士山と、コーヒーと、しあわせの数式（2025年10月24日公開予定） - 角田均 役[71]

吉本興業のイベント「YOSHIMOTO DIRECTOR'S 100」の作品
- 草々曲
- 働き孝子の一生
- 賽ノ目坂
- ばあちゃんがボクにくれるもの

### CM
- Daiwa House「XEVO（ジーヴォ）」[72]
- ウイスキー角瓶[73][74]
- エスビー食品 濃いシチュー[75]

### インターネット動画番組
- よしもとオンライン （土曜日 24:00〜26:00)[76]
- よしログ（GYAO!）

### 音楽
- 「吉本印天然素材の巻〜頂上対決『歯を食いしばれ!!』〜」ビクター(吉本天然素材として)
- 「TKプロジェクト ガチコラ」よしもとアール・アンド・シー
- 「大阪にはいっぱいあるんやでぇ〜の歌 」よしもとアール・アンド・シー(よしもと☆大阪好っきゃねんずとして)

### DVD
- 「ほっしゃん。単独ライブ2005 緑亀〜ミドリガメ〜」（2005年12月21日、RandC Ltd.）
- 「人志松本のすべらない話」（彼女とロスへ行った時の話など）（2006年6月28日）
- 「子ぎつねヘレンと愉快な仲間たち」（2006年8月30日）「営業マンの悲劇」
- 「人志松本のすべらない話其の弐」（2006年12月13日）「大師匠」など
- 「やりすぎコージーDVD-BOX1」（2006年12月20日）「ほっしゃん。奇跡の鼻うどん」
- 「The Best of ヨシモト∞ Vol.1」（2007年3月28日）
- 「やりすぎコージーDVD-BOX5」（2007年4月25日）「ほっしゃん。vs宮川大輔」
- 「喰いしん坊! 大食い開眼編」（2007年10月25日）
- 「木村とご飯 Vol.2」（2007年6月22日）ゲスト出演
- 「水野キングダム」（2007年9月21日）
- 「水野キングダムII」（2008年6月18日）
- 「チハラトーク #1」（2008年1月16日）ゲスト出演
- 「バンビ〜ノ!DVD-BOX」（2008年1月23日）
- 「。ほっしゃんのすべらない話」（2008年2月11日）

### 書籍
- 「てんそもり！吉本印天然劇場 冬の巻‘94全記録 写真集」飛鳥新社（吉本天然素材として）
- 「吉本印天然素材 特別危険物」祥伝社（吉本天然素材として）
- 「Forever Friendship〜吉本天然素材」ビクター（吉本天然素材として）
- 「ほっしゃん。のほっ」（幻冬舎、2006年）
- 「絶望に効くクスリ 第9巻」（小学館、2007年2月）
- 「女のことは芸人に聞け モテもん」（祥伝社、2007年4月24日発売）：（共著者21人以上）
- 「水野キングダム オール百科」（ワニブックス、2008年6月11日発売）
- 「くちを失くした蝶」(KADOKAWA、2024年9月3日発売)